# Le Villars
Le Villars é uma comuna francesa na região administrativa de Borgonha-Franco-Condado, no departamento de Saône-et-Loire. Estende-se por uma área de 5,58 km². Em 2010 a comuna tinha 287 habitantes (densidade: 51,4 hab./km²).